# Каменка (приток Холыньи)
Каменка — река в России, протекает в Новгородской области. Устье реки находится в 14 км по левому берегу реки Холынья, у деревни Дретено. Исток близ урочища Барево. Длина реки составляет 52 км, площадь водосборного бассейна — 17,9 км². Река течёт по направлению с юго-запада — на северо-восток.
На реке у истока расположены деревни Поддорского района: Куровицы, Быстрый берег. Ниже по течению стоят деревни Старорусского района: Харино, Астрилово, Коростова, Кобякино, Месяцево, Дретено.
Высота устья — 24 м над уровнем моря. Высота истока — 92 м над уровнем моря.

## Данные водного реестра
По данным государственного водного реестра России относится к Балтийскому бассейновому округу, водохозяйственный участок реки — Ловать и Пола, речной подбассейн реки — Волхов. Относится к речному бассейну реки Нева (включая бассейны рек Онежского и Ладожского озера).
Код объекта в государственном водном реестре — 01040200312102000023995.